# Bradysia forcipulata
Bradysia forcipulata är en tvåvingeart som först beskrevs av William Lundbeck 1898.  I den svenska databasen Dyntaxa används istället namnet Bradysia moestula. Bradysia forcipulata ingår i släktet Bradysia och familjen sorgmyggor.
Artens utbredningsområde är Grönland. Arten är reproducerande i Sverige. Inga underarter finns listade i Catalogue of Life.